# 1978 في التلفزيون البريطاني
هذه قائمة بالأحداث المتعلقة التي حدثت بالتلفزيون البريطاني منذ عام 1978.

## الأحداث

### يناير
- 4 يناير - تم بث النسخة الأولى من المجلة الفنية The South Bank Show ، لتحل محل Aquarius .
- 20 كانون الثاني (يناير) - تم بث أول برنامج عرضي على قناة ITV بعنوان «جمهور مع» . المقدم الأول هو جاسبر كاروت.
- 27 كانون الثاني (يناير) - في مقابلة مع برنامج World in Action التابع لتلفزيون غرناطة، صرحت زعيمة المعارضة مارغريت تاتشر، «الناس خائفون حقًا من أن هذا البلد قد يغمره أناس لديهم ثقافة مختلفة».[1] النقاد يعتبرون تعليق كمرجع المحجبات إلى الملونين، وبالتالي إرضاء لكراهية الأجانب والمشاعر الرجعي. ومع ذلك، تلقت تاتشر 10000 رسالة تشكرها على إثارة الموضوع وحقق المحافظون تقدمًا ضد حزب العمال في استطلاعات الرأي.[2]

### فبراير
- 13 فبراير - أصبحت آنا فورد أول مذيعة أخبار في News at Ten.[3]
- 22 فبراير - ظهرت الشرطة في إعلان تلفزيوني عن علكة ريجلي.
- 24 فبراير - 7 أبريل - بث بي بي سي يسير بخطى ثابتة . المسرحية الهزلية هي جزء من فيلم <i id="mwMA">Porridge</i> ، بطولة روني باركر في دور نورمان ستانلي فليتشر، صدر حديثًا من سجن سليد الخيالي حيث تم تعيين Porridge . يتم بث البرنامج لسلسلة واحدة.

### مارس
- 7 مارس - 11 أبريل - بث المسلسل الدرامي الرائد لدينيس بوتر Pennies From Heaven على BBC1 .

### أبريل
- 6 أبريل - يبدأ بث المسلسل الدرامي المكون من أربعة أجزاء Law &amp; Order على BBC2 . يتم سرد كل قصة من القصص الأربع في السلسلة من منظور مختلف، بما في ذلك منظور المحقق والشرير والموجز والسجين. أثبت المسلسل أنه مثير للجدل إلى حد كبير عند إصداره بسبب تصويره لنظام إنفاذ القانون والنظام القانوني البريطاني الفاسد.[4]

### مايو
- 24 مايو - تم بث عنصر بطة التزلج الأيقوني لأول مرة على قناة BBC TV على الصعيد الوطني .
- 28-29 مايو - الظهور التلفزيوني البريطاني لأول مرة لفرانسيس فورد كوبولا الأب الروحي ، حيث تم بثه كعرض تقديمي من جزأين على مدى ليلتين متتاليتين على قناة BBC1.[5] [6]

### يونيو
- 3 يونيو - بدأ بث المسلسل التعليمي الأمريكي للأطفال " شارع سمسم" على كل من ATV وBorder .

### يوليو
- 13 يوليو - بدأت السلسلة الأصلية من Top Gear في البث على BBC2 بعد أن بدأت كبرنامج منتج محليًا في BBC Pebble Mill في العام السابق.

### أغسطس
- لا أحداث.

### سبتمبر
- 4 سبتمبر - العرض التلفزيوني البريطاني الأول لفيلم جيمس بوند On Her Majesty's Secret Service على قناة ITV.[7]
- 5 سبتمبر - أطلقت قناة Thames Television نشرة Thames News في وقت الغداء والتي قدمها Robin Houston . ومن المقرر أيضًا إصدار نشرة في وقت متأخر من المساء لمتابعة News at Ten في نفس اليوم، لكن مشاكل النقابات أدت إلى تأجيل إطلاقها حتى عام 1980.
- 10 سبتمبر - عودة القديس . يعود Saint مع ممثل جديد اسمه Ian Ogilvy ويقدم Jaguar XJ-S لتولي فولفو P1800 من سلسلة سانت 1962 التلفزيونية. الحلقة الأولى هي لعبة يهوذا .
- 23 سبتمبر - يخلف لاري جرايسون بروس فورسيث كمقدم لبرنامج The Generation Game.[8]

### أكتوبر
- 17 تشرين الأول (أكتوبر) - عرض سلسلة جيمس بيرك عن تاريخ العلوم «اتصالات» لأول مرة على قناة بي بي سي.

### نوفمبر
- 6 نوفمبر - قناة ITV تبث الحلقة الأولى من برنامج Edward &amp; Mrs. سيمبسون ، مسلسل تلفزيوني بريطاني من سبعة أجزاء يعرض الأحداث التي أدت إلى تنازل الملك إدوارد الثامن ملك المملكة المتحدة عن العرش عام 1936، والذي تخلى عن عرشه ليتزوج الأمريكية المطلقة مرتين واليس سيمبسون.
- 23 نوفمبر - الذكرى الخامسة عشر للحلقة الأولى من سلسلة الخيال العلمي Doctor Who .
- 27 نوفمبر - ذكرت صحيفة التايمز أن News International ستبيع 16 ٪ من حصتها في London Weekend Television ، مما يقلل من أسهمها من 39.7 ٪ إلى 25 ٪.[9]
- تشرين الثاني (نوفمبر) - بدأت قناة ITV في بث خدمة ORACLE -teletext. ينتهي في 31 ديسمبر 1992.

### ديسمبر
- 21-22 ديسمبر - تم إجبار BBC1 و BBC2 على التوقف عن البث بسبب الإضراب الصناعي في BBC من قبل اتحاد ABS الذي يبدأ يوم الخميس 21 ديسمبر. في يوم الجمعة 22 ديسمبر، انضمت نقابات الإذاعة إلى نظرائهم في تلفزيون بي بي سي، مما أجبر بي بي سي على دمج أربع شبكات إذاعية وطنية في محطة إذاعية وطنية واحدة، خدمة راديو بي بي سي All Network ، من الساعة 4:00 بعد ظهر ذلك اليوم. تمت تسوية الإضراب قبل الساعة العاشرة مساءً بقليل في 22 ديسمبر، حيث توصلت النقابات وإدارة بي بي سي إلى اتفاق في خدمة التحكيم في المنازعات الصناعية التابعة للحكومة البريطانية ACAS. يستأنف BBC1 البث في الساعة 3.00 مساءً يوم السبت 23 ديسمبر، مع استئناف BBC2 في الساعة 1.00 مساءً من نفس بعد الظهر. تم تجنب التهديد بتعطيل جداول تلفزيون بي بي سي الاحتفالية. تستأنف شبكات راديو بي بي سي جداولها العادية صباح يوم السبت 23 ديسمبر.[10] [11] [12] [13]
- 25 ديسمبر -
  - تبث قناة BBC1 العرض التلفزيوني البريطاني الأول لفيلم The Sound of Music.[14]
  - العرض التلفزيوني البريطاني الأول لفيلم جيمس بوند Diamonds Are Forever على ITV. [7]
- ديسمبر - إضراب أجبر تلفزيون يوركشاير على إيقاف البث طوال فترة عيد الميلاد بأكملها. يتم عرض العديد من برامج عيد الميلاد على ITV في نهاية المطاف في أوائل عام 1979، بعد انتهاء النزاع.

## لأول مرة

### بي بي سي الأولى
- 1 يناير - ريبيكا من مزرعة صنيبروك (1978)
- 2 يناير - بليك 7 (1978-1981)
- 3 يناير - قصة بيرين (1978)
- 8 كانون الثاني (يناير) - جميع المخلوقات الكبيرة والصغيرة (1978-1990)
- 21 يناير - عرض ليس داوسون (1978-1989)
- 29 يناير - حوكمور (1978)
- 8 فبراير - جرانج هيل (1978-2008)
- 24 فبراير - الذهاب مباشرة (1978)
- 7 مارس - بنسات من السماء (1978)
- 9 مارس - البنات المنشقة (1978)
- 4 أبريل - المعيار (1978)
- 10 أبريل - Cheggers Plays Pop (1978-1986)
- 1 مايو - العرض الصغير والكبير (1978-1991)
- 17 يونيو - ليني وجيري (1978-1980)
- 10 سبتمبر - سيكستون بليك والله الشيطاني (1978)
- 18 سبتمبر - تايكون (1978)
- 24 سبتمبر - فارس يركب (1978)
- 30 سبتمبر - سكوتش وري (1978-1992)
- 10 أكتوبر - حراس الفضاء (1977)
- 13 أكتوبر - حلقات على أصابعهم (1978-1980)
- 22 أكتوبر - هنتنغتور (1978)
- 15 نوفمبر The Moon Stallion (1978)
- 3 ديسمبر - بينوكيو (1978)
- 31 ديسمبر - الطاحونة على الخيط (1978-1979)

### بي بي سي الثانية
- 17 يناير - في النظرة الزجاجية (1978)
- 22 يناير - عمدة كاستر بريدج (1978)
- 11 آذار (مارس) - شيء آخر (1978-1982)
- 17 أبريل - بيكرسجيل بيبول (1978)
- 30 أبريل تاج الشيطان (1978)
- 7 مايو - Grand Prix (Grand Prix (برنامج تلفزيوني)) (1978-1996، 2009-2015)
- 5 يونيو - قلعة الرجل الإنجليزي (1978)
- 24 سبتمبر - مرتفعات ويذرينغ (1978)
- 11 أكتوبر - الأولاد المفقودون (1978)
- 30 أكتوبر - والآن الأخبار السارة (1978)
- 31 أكتوبر - طريق إمباير (1978)
- 31 أكتوبر - رحلة تشارلز داروين (1978)
- 2 نوفمبر - حادث (1978)
- 10 تشرين الثاني (نوفمبر) - الفراشات (1978-1983 ، 2000)
- 3 ديسمبر - تلفزيون بي بي سي شكسبير (1978-1985)

### آي تي في
- 14 كانون الثاني (يناير) - The South Bank Show (1978-2010 ، 2012 إلى الوقت الحاضر)
- 15 يناير - هل تتذكر؟ (1978)
- 16 يناير - هازل (1978–1979)
- 17 يناير - وايلد ألاينس (1978)
- 21 كانون الثاني (يناير) - العدو عند الباب (1978-1981)
- 22 يناير - رئيس الوزراء الآنسة جان برودي (1978)
- 20 فبراير الملكة المحاربة (1978)
- 21 فبراير - إثارة كرسي بذراعين (1978-1981)
- 1 مارس - إرسال الفتيات (1978)
- 3 مارس - بركات مختلطة (1978-1980)
- 12 مارس - مطاردة دومبولت (1978)
- 3 أبريل رامبول أوف ذا بيلي (1978-1992)
- 23 أبريل - عُد، لوسي (1978)
- 29 أبريل - حكايات العقرب (1978)
- 26 مايو - The Incredible Hulk (1977-1982)
- 5 يونيو - الغرباء (1978-1982)
- 13 يونيو -
  - تبدأ الحياة في الأربعين (1978-1980)
  - ويل شكسبير (1978)
- 3 يوليو - الخمسة المشهورون (1978-1979)
- 3 يوليو - عرض فيديو كيني إيفريت (1978-1981)
- 8 يوليو - مركز القانون (1978)
- 8 يوليو - السبت الموز (1978)
- 13 يوليو - اتركه لتشارلي (1978-1980)
- 18 يوليو - سبيرهيد (1978-1981)
- 23 يوليو - الأمثال (1978)
- 24 يوليو - خارج (1978)
- 29 يوليو - 3-2-1 (1978-1988)
- 31 يوليو - لمسة ناعمة (1978)
- 8 أغسطس - عازف الباس والشقراء (1978)
- 5 سبتمبر دزرائيلي (1978)
- 7 سبتمبر- Jabberjaw (1976–1978)
- 9 سبتمبر - الفقاعات (1978-1984)
- 10 سبتمبر - عودة القديس (1978–1979)
- 11 سبتمبر - كوبر، تمامًا مثل ذلك (1978)
- 13 سبتمبر - Born and Bred (1978)
- 18 سبتمبر The Sandbaggers (1978-1980)
- 24 سبتمبر -
  - باركني أبي (1978-1981)
  - ليلي (1978)
- 7 أكتوبر - ليلة كبيرة بروس فورسيث (1978 ، 1980)
- 8 أكتوبر - لغز منزل كليفتون (1978)
- 18 أكتوبر - The Morecambe &amp; Wise Show (1978-1983)
- 23 تشرين الأول (أكتوبر) - بيرني (1978-1980)
- 24 أكتوبر - اتصال Upchat (1978)
- 1 نوفمبر - The One and Only فيليس ديكسي (1978)
- 12 نوفمبر - الخاسرون (1978)
- 14 تشرين الثاني (نوفمبر) - البطل الساقط (1978-1979)

## البرامج التلفزيونية المستمرة

### عشرينيات القرن الماضي
- بي بي سي ويمبلدون (1927-1939، 1946-2019، 2021 حتى الآن)

### الثلاثينيات
- سباق القوارب (1938-1939، 1946-2019)
- بي بي سي للكريكيت (1939، 1946-1999، 2020-2024)

### الأربعينيات
- تعال للرقص (1949-1998)

### الخمسينيات
- الأيام الخوالي (1953-1983)
- بانوراما (1953 حتى الآن)
- ممتاز جدا (1955-1984، 2020 إلى الوقت الحاضر)
- ماذا تقول الأوراق (1956-2008)
- السماء في الليل (1957 إلى الوقت الحاضر)
- بلو بيتر (1958 إلى الوقت الحاضر)
- المدرج (1958-2007)

### الستينيات
- شارع التتويج (1960 إلى الوقت الحاضر)
- أغاني التسبيح (1961 - حتى الآن)
- سحر الحيوان (1962-1983)
- دكتور هو (1963-1989، 2005 حتى الآن)
- العالم في العمل (1963-1998)
- توب أوف ذا بوبس (1964-2006)
- مباراة اليوم (1964 حتى الآن)
- مفترق طرق (1964-1988، 2001-2003)
- مدرسة اللعب (1964-1988)
- السيد والسيدة (1964-1999، 2008-2010، 2012 حتى الآن)
- عالم الرياضة (1965-1985)
- Jackanory (1965-1996، 2006 حتى الآن)
- سبورتس نايت (1965-1997)
- إنها ضربة قاضية (1966-1982، 1999-2001)
- برنامج المال (1966-2010)
- مسرح ITV (1967-1982)
- العقعق (1968-1980)
- المباراة الكبيرة (1968-2002)
- طيور الكبد (1969-1979، 1996)
- على الصعيد الوطني (1969-1983)
- اختبار الشاشة (1969-1984)

### السبعينيات
- الأشياء الجيدة (1970-1982)
- خط أوندين (1971-1980)
- اختبار صافرة غراي القديمة (1971-1987)
- The Two Ronnies (1971–1987، 1991، 1996، 2005)
- المستشفى العام (1972-1979)
- سايكس (1972-1979)
- "Thunderbirds" (1972-1980، 1984-1987)
- كلابيربورد (1972-1982)
- محكمة التاج (1972-1984)
- طاحونة بيبل آت ون (1972-1986)
- هل يتم خدمتك؟ (1972-1985)
- قوس قزح (1972-1992، 1994-1997)
- إميرديل (1972 حتى الآن)
- نيوزراوند (1972 حتى الآن)
- عطلة نهاية الأسبوع العالمية (1972-1988)
- بيبكينز (1973-1981)
- نحن الأبطال (1973-1987)
- آخر نبيذ الصيف (1973-2010)
- هكذا الحياة! (1973-1994)
- انها ليست نصف حار أمي (1974-1981)
- تيسواس (1974–1982)
- أتمنى لو كنت هنا...؟ (1974-2003)
- ميلتون المجهري (1975-1978)
- ساحات المشاهير (1975-1979، 1993-1997، 2014 إلى الوقت الحاضر)
- رقصة الفالس الوقواق (1975-1980)
- أرينا (1975 إلى الوقت الحاضر)
- جيم سوف يصلحه (1975-1994)
- عرض الدمى المتحركة (1976–1981)
- عندما يأتي القارب (1976-1981)
- متجر مقايضة متعدد الألوان (1976–1982)
- رينتاغوست (1976–1984)
- رجل واحد وكلبه (1976 إلى الوقت الحاضر)
- عش روبن (1977-1981)
- أنت فقط يونغ توايس (1977-1981)
- المحترفون (1977-1983)

## المواليد
- 22 فبراير - جيني فروست، مغنية وراقصة ومقدمة برامج وعارضة أزياء
- 23 مارس - جوانا بيج، ممثلة
- 31 مارس - دانيال ميس، ممثل
- 28 أبريل - لورين لافيرن، مذيعة ومغنية إذاعية وتلفزيونية
- 9 مايو - الممثلة البريطانية جورجينا ميلور (زوجات لاعبي كرة القدم: وقت إضافي)
- 29 مايو - آدم ريكيت، ممثل
- 10 تموز / يوليو - سارة جين مي، صحفية ومقدمة برامج إخبارية ورياضية
- 11 يوليو - داستن ديمري بيرنز، ممثل وكوميدي وكاتب
- 24 يوليو - جوانا تايلور، ممثلة وعارضة أزياء
- 19 أغسطس - كالوم بلو، ممثل
- 8 نوفمبر - جين دانسون، ممثلة
- 17 نوفمبر - توم إليس، ممثل

## حالات الوفاة
- 11 يناير - مايكل بيتس، ممثل (مواليد 1920)
- 21 يوليو - هنري لونجهيرست، معلق جولف (مواليد 1909)
- 5 أكتوبر - ماي واردن، ممثلة (مواليد 1891)
- 1 ديسمبر - ديفيد نيكسون، ساحر (مواليد 1919)